# TechnoMage
TechnoMage: Die Rückkehr der Ewigkeit ist ein Computer-Rollenspiel des deutschen Computerspielherstellers Sunflowers. Es erschien am 24. November 2000 für Windows und im Juni 2001 für die PlayStation. Es war die letzte Eigenproduktion des Unternehmens, 2002 wurde die interne Entwicklungsabteilung aufgelöst.

## Handlung
TechnoMage spielt in der Fantasywelt Gothos, die vom magiebegabten Volk der Dreamer und den eher technikaffinen Steamern bewohnt wird. Beide Völker existieren friedlich nebeneinander, stehen sich aber skeptisch gegenüber und meiden den Umgang miteinander. Die Hauptfigur und Spielercharakter Melvin wächst im Dorf Dreamertown auf und ist ein Halbblut. Das macht ihn zu einem Außenseiter, erlaubt ihm aber auch die Anwendung der besonderen Fähigkeiten beider Völker. Als der Boden aufbricht und Monster die nahegelegene Stadt Steamertown bedrohen, wird Melvin dafür verantwortlich gemacht. Denn als Bastard fordere er den Zorn der Götter heraus. Melvin flieht in die Wälder und versucht, die Ursache herauszufinden und seine Unschuld zu beweisen. Er bereist dafür acht unterschiedliche Regionen. In Talis, die wie Melvin ebenfalls ein Halbblut ist, findet er eine treue Begleiterin für seine Abenteuerreise.

## Spielprinzip
Das Spiel ist recht bunt gehalten und richtet sich sowohl optisch als auch inhaltlich auch an jüngere Spieler (u. a. Verzicht auf Blut). Vergleiche wurden wegen der Wiedergabe und den Kernmechaniken unter anderem zu Nox oder Diablo 2 gezogen, wegen der Vielseitigkeit aber auch zu Zelda. Die 3D-Spielwelt wird aus einer isometrischen Perspektive mit einer Auflösung von 640×480 Bildpunkten präsentiert. Die Kamera kann um 360° gedreht werden, der Neigungswinkel jedoch nicht geändert und auch nicht gezoomt werden.
Ein Großteil des Spiels besteht aus Kämpfen in Echtzeit. Dafür kann Melvin auf Fähigkeiten aus dem Bereich der Technik oder der Magie zurückgreifen. Für das Besiegen von Gegnern, das Erfüllen von Aufträgen und Lösen von Rätseln erhält er Erfahrungspunkte, die er in den Ausbau seiner vier Charakterwerte (Stärke, Intelligenz, Konstitution, Mystik) investieren kann. Auch einige auffindbare Zauberwürfel können einzelne Attribute erhöhen. Auf diese Weise erlernt er mit der Zeit immer mehr Fähigkeiten. Mit Dolch, Schwert, Streitaxt und Bogen stehen mehrere Waffen zur Auswahl, dazu kommen verschiedene Schutz- und Verteidigungsgegenstände (Rüstungen, Ringe) und Werkzeuge bzw. Hilfsmittel. Für die Regeneration verlorener Lebens- oder Zauberpunkte muss der Spieler entsprechende Tränke sammeln.
Einige Rätsel setzen auf die Verwendung der Rotationsfunktion. Dazu gehören Aufgaben wie Kistenstapeln, Hebel-Rätsel und das Erkennen und Durchschauen von Geheimmechanismen. Dazu gibt es Jump-’n’-Run-Elemente, die vom Spieler eine gewisse Geschicklichkeit erfordern, etwa Fortbewegung durch Sprungkombinationen über bewegliche Plattformen. Stirbt Melvin bei solch einer Geschicklichkeitseinlage, wird er an regelmäßig gesetzten Respawn-Punkten wiedererweckt. Dies gilt nicht für den Tod im Kampf, hierfür muss die freie Speicherfunktion genutzt werden. Weiterhin sind Minispiele wie ein Käferrennen enthalten.

## Entwicklung
Am 7. November 2000 wurde der Goldstatus verkündet. Das Spiel erhielt nach Veröffentlichung mehrere Updates. Patch 1.02 erschien im Dezember 2000. Im März 2001 erschien der vorerst letzte Patch 1.04.
Im März 2001 veröffentlichte Sunflowers eine auf 250 Exemplare limitierte Auflage von Melvin-Kleinfiguren über den hauseigenen Online-Shop.

## Rezeption
„Sieht man von der zum Teil etwas enttäuschenden grafischen Darbietung ab, kann Technomage rundum überzeugen: Eine fantasievolle Storyline, liebevoll gestaltete Charaktere, eine einfache Bedienung, ein gelungenes Echtzeit-Kampfsystem und die bravouröse Kombination aus Action- und Rollenspielelementen versprechen unzählige unterhaltsame Stunden am Monitor.“

„Den programmtechnischen Widrigkeiten zum Trotz haben wir uns letztlich aber doch stundenlang in diesem märchenhaften Ambiente vergnügt. Vielleicht deshalb, weil es immer wieder schön ist, wenn das Gute siegt. Vielleicht auch einfach nur, weil sanfte Action und putzige Abenteuer immer seltener werden.“

„Endlich erscheint mal ein konsoliges Action-Rollenspiel für den PC! Technomage strotzt nur so vor spannenden Aufträgen und jeder Menge versteckter Details. Ganz hervorragend ist den Sunflowers-Entwicklern dabei das märchenhafte Flair gelungen. Vor allem der lauschige Feenwald hat mir sehr gut gefallen. Leider gibt’s auch was zu meckern: Da Sie die Perspektive immer selber nachregeln müssen, sehen Sie manche Monster zu spät. Außerdem ist die Steuerung ein wenig ungenau, was ein paar der Hüpf-Passagen extrem knifflig macht. Doch mit Fleiß meistern Sie auch diese Situationen. Spaß, Spannung und tonnenweise Überraschungen – sollten Sie diese Mischung mögen, ist Technomage genau das Richtige für Sie.“

Ein Jahr wurde das Entwicklungsteam von einem Fernsehteam des Senders 3sat und den Autorinnen Cornelia Rettig und Stephanie Keppler begleitet, die die Entstehung des Titels dokumentierten. Der Dokumentarfilm wurde unter dem Titel „Von Spielmachern und Pixelhelden“ am 16. Oktober 2000 auf 3Sat ausgestrahlt.
Das Spiel galt trotz wohlwollender Rezeptionen als kommerziell wenig erfolgreich. Es blieb der letzte selbst entwickelte Titel von Sunflowers. Anfang 2002 löste das Unternehmen seine interne Entwicklungsabteilung auf und beschränkte sich ab diesem Zeitpunkt ausschließlich auf die Zusammenarbeit mit externen Partnern und das Publishing.